# 巴洛 (北達科他州)
巴洛（英語：Barlow）是位於美國北達科他州福斯特縣的非建制地區。

## 歷史
巴洛的郵局於1884年設立，其後於1965年停運。

## 地理
巴洛所處的海拔為高於海平面471米（即1545英呎），而該地所採用的時區為UTC-6，即北美中部时区（CST）。同時該地設有夏令時間，為UTC-6調快一小時，即UTC-5（CDT）。